# William Stafford (scrittore 1593)
William Stafford (Antingham, 1593 – Thornbury, 1684) è stato uno scrittore e proprietario terriero inglese.

## Biografia
Era figlio del cospiratore William Stafford e Anne Gryme, figlia di Thomas Gryme di Antingham, nel Suffolk.
Suo padre venne coinvolto nel complotto organizzato Châteauneuf per assassinare la regina Elisabetta I d'Inghilterra. Confessò però a Francis Walsingham, capo dei servizi segreti della regina, i nomi dei complici e venne rilasciato senza subire processi.
William studiò alla Christ Church ad Oxford e si laureò in Bachelor of Arts il 4 luglio 1614 e il 5 marzo 1618 venne creato Master of Arts.
Alla morte di suo zio Sir John Stafford nel 1624 ereditò la proprietà di Marlwood Park a Thornbury, nel Gloucestershire.
Si sposò il 20 febbraio 1672 a Thornbury con Ursula Moore da cui ebbe un figlio, John, padre di Richard Stafford (1663–1703), altro autore inglese.
Tra i lavori di Stafford, di notevole rilievo fu il Pamphlet The Reason of the War, with the Progress and Accidents Thereof, Written by an English Subject che pubblicò nel 1646, in piena guerra civile.
Nella sua opera, da parlamentare moderato, Stafford si dichiarò fautore della pace come base della monarchia costituzionale. Nella prefazione menzionò che parti del suo lavoro erano già stati pubblicati l'anno precedente con molte imperfezioni e con eccessiva fretta.
Morì nel 1684 a Thornbury, dove venne sepolto.